# پینل
شهر پینل (به پرتغالی: Pinhel) در پینل در کشور پرتغال واقع شده‌است. جمعیت این شهر ۳٬۵۰۰ نفر  است. در تاریخ ۲۵ اوت ۱۷۷۰ به عنوان شهر شناخته شد.